# 肋骨
肋骨（ろっこつ）は、胸部内臓を覆う骨であり、脊椎・胸骨とともに胸郭を形成している。あばら骨とも言い、脊椎から内臓を取り囲む形で付いている。ほとんどの脊椎動物には肋骨があり、外界からの衝撃から内臓を保護する役割を果たしている。

## 発生学
肋骨は椎体と同じく、連続する2個の中胚葉体節の骨片形成細胞の作用を受け、体節間で生じる。肋骨の起源は硬節にあるが、発生過程において硬節と筋節の相互作用が肋骨の発達に必要であることが確かめられている。肋骨は軟骨の骨化により形成され、真皮性外骨格に由来すると推察される腹肋とは形成過程を異とする。

## 魚類の肋骨

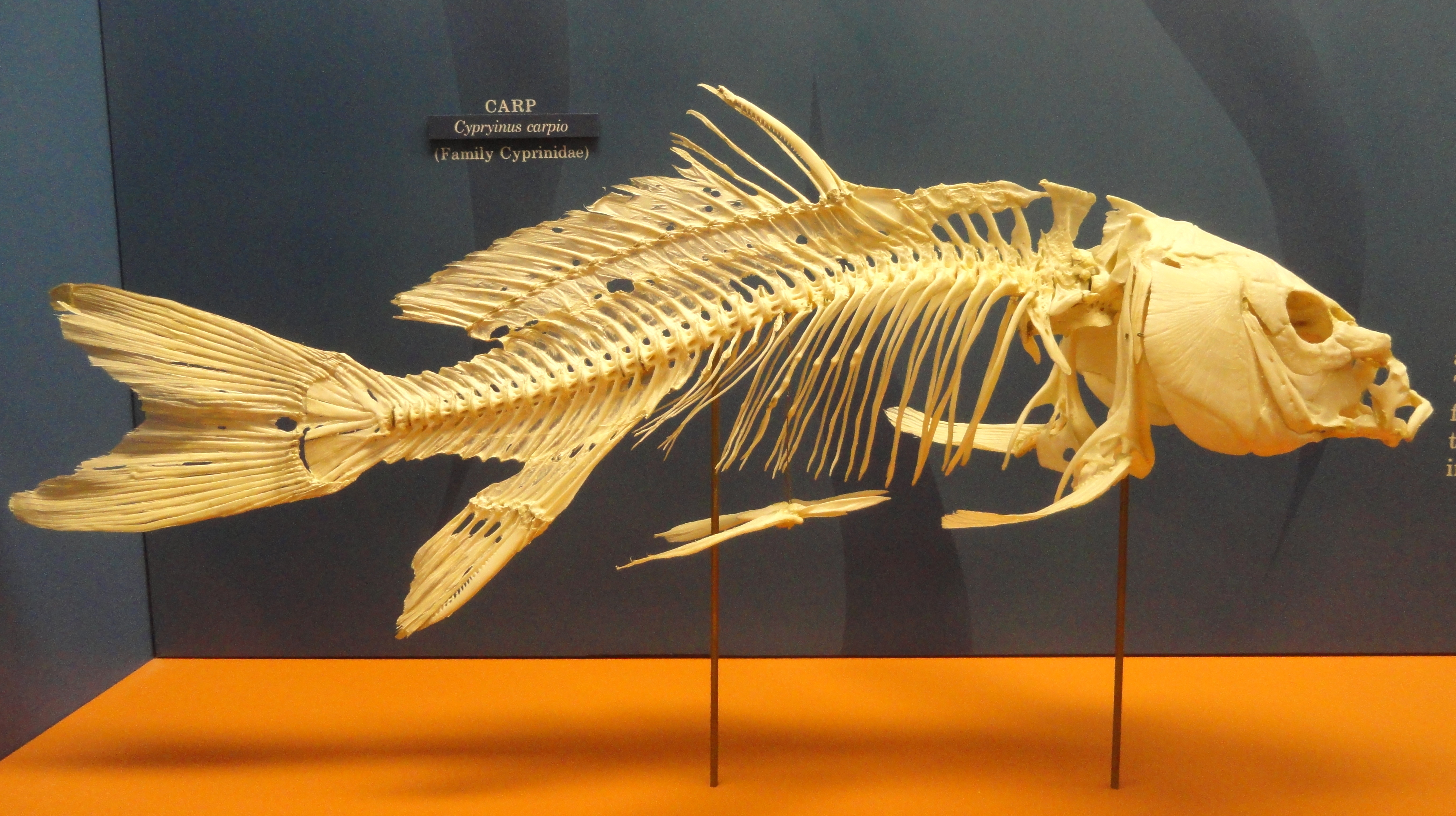
コイの骨格

魚類は、外側に伸びる背側肋骨と、腹側に向かって弓なりに伸びる腹側肋骨の2タイプの肋骨が知られている。肛門より前側の腹側肋骨は腹側の正中線に到達せず、肛門より後側の腹側肋骨あるいはその基部は癒合して血管弓を形成する。
原始的な条鰭類とされるポリプテルスや一部の真骨類（スズキなど）は背側肋骨と腹側肋骨を共に持つ。大多数の魚類は腹側肋骨のみ、サメなどは背側肋骨のみを持ち、タツノオトシゴやギンザメおよびガンギエイといった少数の真骨類は肋骨自体を持たない。またヤツメウナギとヌタウナギは現存する無顎類で、肋骨を持たないが、これはそもそも彼らが肋骨の関節する椎体を持たないためであると考えられる。

## 四肢動物の肋骨
四肢動物の肋骨は第一頸椎（環椎）から頭側の尾椎にかけて椎体と関節するが、頸肋など短い肋骨は椎骨の横突起と癒合するため目立たない。胸部の前側に位置する長い肋骨は胸骨と接触し、魚類の腹側肋骨の位置を占め、両生類よりも派生的な分類群では体腔を囲んで胸郭を形成する。ただし、魚類の腹側肋骨と四肢動物の肋骨は相同ではなく、むしろ魚類の背側肋骨と相同の関係にあると考えられている。
大多数の四肢動物の肋骨は肋骨頭と肋骨結節を持ち、脊椎と関節する。この肋骨結節は横突起の先端と関節するが、肋骨頭の関節パターンは主に4つが知られている。
1. 下椎体と関節する（初期の四肢動物）。
2. 2つの隣接する半関節面との関節。一方は椎体の後端、もう一方は1つ後の椎体の前端に関節する（派生的四肢動物）。
3. 1個の椎体の関節面と関節する（派生的四肢動物）。
4. 椎骨の側突起と関節する（派生的四肢動物）。

有羊膜類では、肋骨は脊椎に隣接する肋骨脊椎部と、腹側で胸骨と関節することもある肋骨胸骨部に大別される。ヒトの肋骨胸骨部は軟骨性であり、このように肋軟骨を保つ動物も知られている。

### 両生類の肋骨
両生類の肋骨は胸郭を形成しない。無尾類（カエル）や有尾類（イモリ）の肋骨は短く、特に無尾類では横突起と癒合する。また、無尾類のみ先に挙げた肋骨頭と肋骨結節への枝分かれが起きていない。一方で無足類（アシナシイモリ）の肋骨は長く、爬虫類のヘビと同様に運動能力に寄与している。

### 爬虫類・鳥類の肋骨

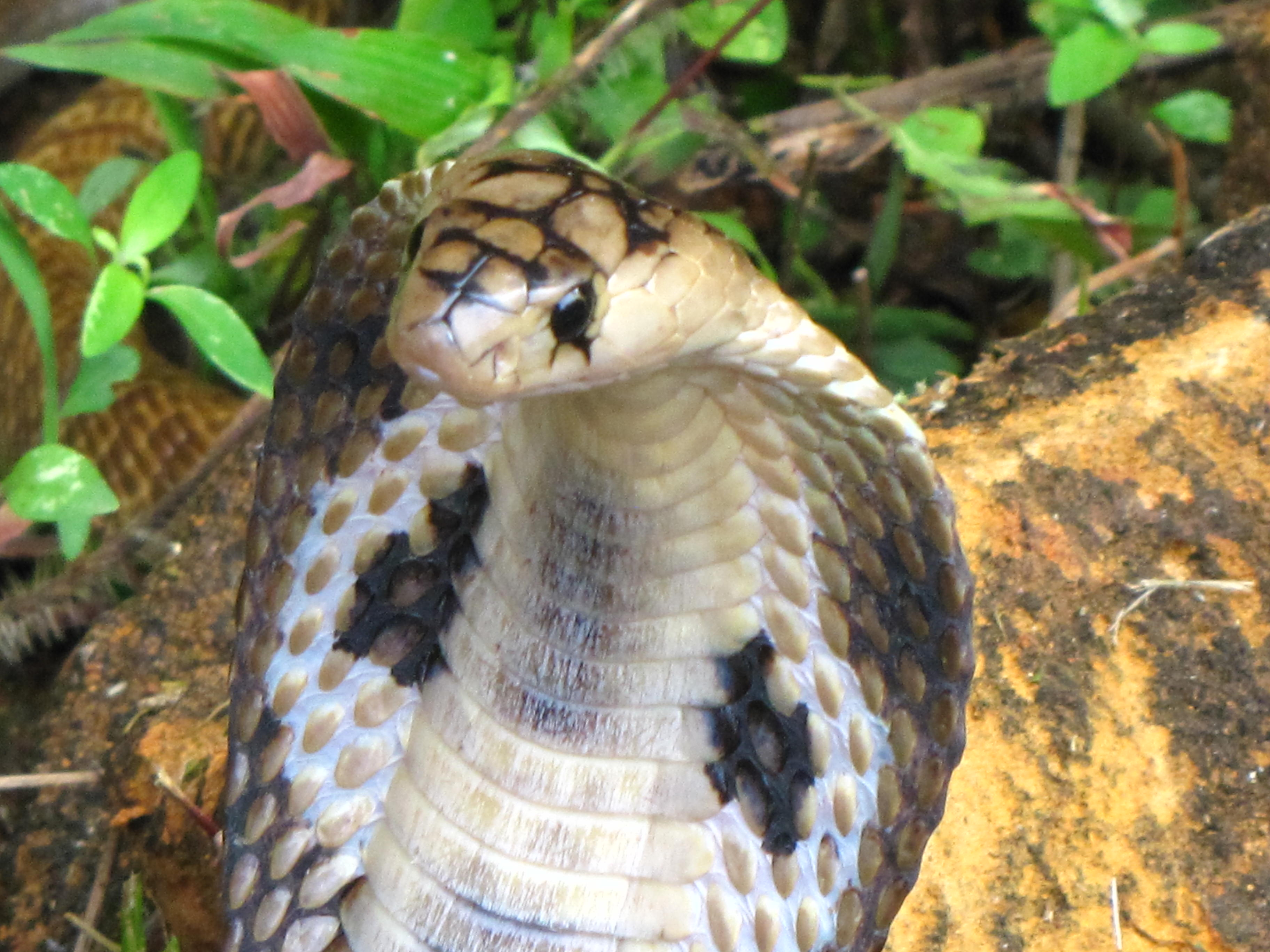
肋骨を広げるインドコブラ

ワニは体幹の多くの椎骨で長い肋骨、頸椎の大部分で短い肋骨を持つ。ムカシトカゲは体幹のほぼ全てに長い肋骨を持ち、尾椎にも肋骨が存在する。トカゲはワニと同様であるが、基盤的なメンバーと派生的なメンバーでは差が見られる。ヤモリが全ての頸椎に肋骨を持つ一方で、より特殊化したトカゲは環椎と軸椎に肋骨を持たない。トビトカゲは体幹後部に非常に長い肋骨を持ち、これを外側に回転させ、皮膜を用いて滑空することが可能である。トカゲと同じ有鱗目のヘビは第二椎骨から尾椎まで肋骨を持ち、胸骨ではなく靭帯により腹側で肋骨を接続している。コブラはトビトカゲと同様に肋骨を広げて威嚇行動を取ることが出来る。
カメは頸肋を持たない。2本の仙肋を除く体幹の肋骨は背甲と癒合しており、カメに特徴的な甲羅を形成している。仙肋の遠位端は腸骨と癒着し、後肢帯の固定に寄与している。
ワニと同じ主竜類から派生した鳥類は、多くの場合第一・第二肋骨が頸椎と関節し、第三肋骨から第八肋骨までが胸骨を持つ。また、多くの胸肋は鉤状突起と呼ばれる突起を持ち、骨格を引き締めている。胸郭の後側の肋骨は複合仙骨の下面に癒合する。

### 哺乳類の肋骨

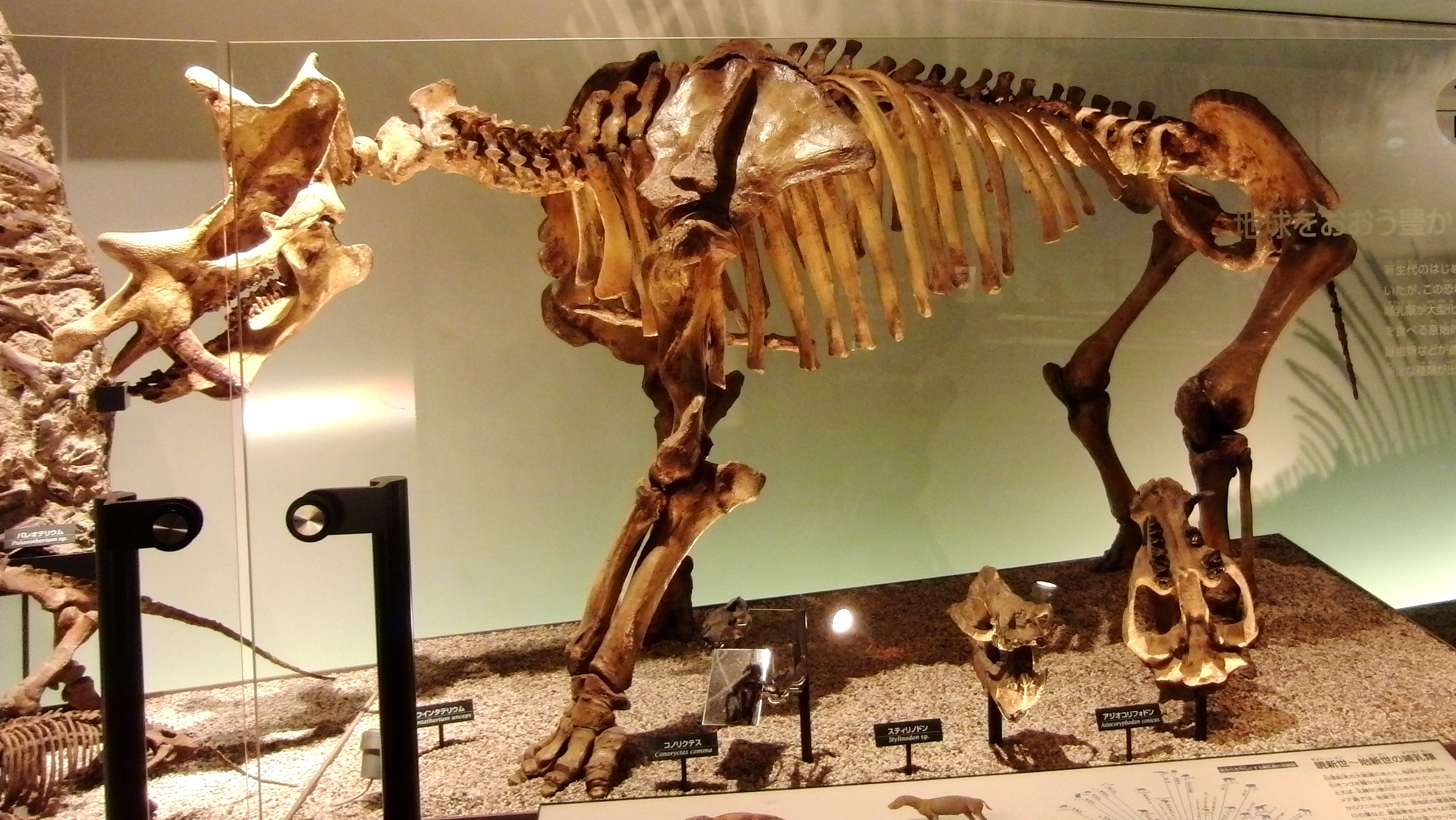
ウインタテリウムの骨格標本

哺乳類の肋骨は胸郭に限られており、これにより胸椎と腰椎の定義が可能となっている。ある種のクジラでは9対、ナマケモノでは24対の胸肋が知られているが、一般的なのはヒトを含む大多数の類人猿（オランウータン除く）に見られる12対である。第十一・十二肋骨は肋軟骨が胸骨と関節せず、前腹部が開いた状態をなす。なお、類人猿は腰椎に2対の肋骨を持ち、ヒトも奇形として頸椎や腰椎に肋骨を持つパターンが知られている。

## 肋骨（仮肋）・肋軟骨除去手術

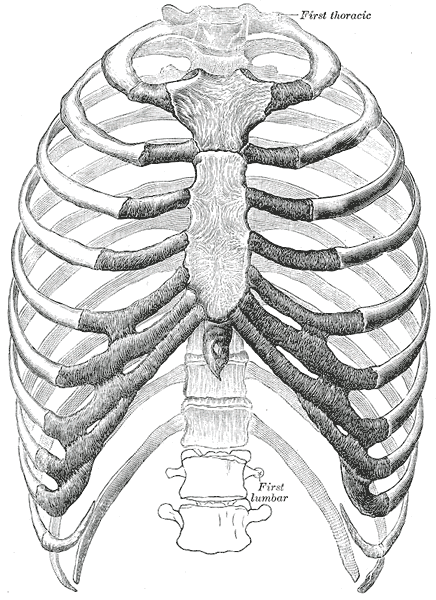
人間は基本左右12本ずつあり、上から第○肋骨と言う。白い部分が肋骨であり、肋骨の前端部を占める濃い色の部分が肋軟骨である。

肋骨は後端では胸椎の肋骨窩および横突肋骨窩で関節を形成し、前端では肋軟骨として胸骨と結合している。人間の第1肋骨から第7肋骨までの7対を真肋と呼び、第8肋骨から第12肋骨までの5対を仮肋と言う。仮肋の中でも特に第11肋骨と第12肋骨は浮肋と呼ばれ、胸椎の椎体とのみ連結し、肋骨の前方部分が浮遊したようになっており、第10肋骨も浮遊している場合もある。

### 医療目的

#### 肋軟骨
肋軟骨炎の中でも感染性肋軟骨炎の際には該当箇所を手術で除去する。

#### 肋骨（仮肋）
腎臓癌など腎臓手術の際に邪魔となるとして、医療目的で片方の第9肋骨、第10肋骨、第11肋骨、第12肋骨のどれかを除去することはある。

### 美容目的

#### 肋軟骨
韓国政府認証美容外科など美容外科では鼻整形の「鼻中隔延長術」で、耳の軟骨（耳介軟骨）や鼻中隔軟骨では不十分な場合に肋骨の端部から採取した肋軟骨を用いる。鼻中隔延長術で肋軟骨を用いることには自己組織の中では採取できる量が多いというメリットがある。しかし、肋軟骨は、耳介軟骨よりはマシなものの本物の鼻中隔軟骨と違って年月と共に曲がる性質を持つために鼻中隔延長術に用いると術後数年～十数年をかけてだんだん鼻筋や鼻先が曲がっていく可能性があり、女性ならDカップ以上なら乳房で隠れる部分を切ることで隠せるものの胸部に傷をつけるという欠点がある。

#### 肋骨（仮肋）
スウェーデン出身のモデルでアメリカ合衆国ノースカロライナ州に住み、「ジェシカ・ラビット」のような容姿に憧れて美容整形を繰り返すピクシー・フォックスは2015年にウエスト40cmを達成するという美容目的でウエスト周りの6本の肋骨を手術で除去している。

## 骨折
ヒトの肋骨は肺と心臓をその内部に抱え、肝臓・脾臓がその内部にほぼ収まり、腎臓も一部保護される。肋骨の骨折は胸部の外傷の中でもよく見られるものであり、主な原因としては外衝撃のほかに咳などによる疲労骨折が挙げられる。心肺や大血管を損傷する重篤な負傷でない場合は、圧痛・皮下出血・腫脹・圧迫時の軋轢音などが症状として現れる。